# 布勒雷莱法韦尔内
布勒雷莱法韦尔内（法語：Breurey-lès-Faverney，法語發音：[bʁœʁɛ lɛ favɛʁnɛ]，意为“法韦尔内附近的布勒雷”）是法国上索恩省的一个市镇，属于沃苏勒区。

## 地理
布勒雷莱法韦尔内（47°45'21"N, 6°7'55"E）面积19.48 平方千米，位于法国勃艮第-弗朗什-孔泰大區上索恩省，该省份为法国东部内陆省份，北起顺时针与孚日省、贝尔福地区省、杜省、汝拉省、科多尔省和上马恩省接壤。
与布勒雷莱法韦尔内接壤的市镇（或旧市镇、城区）包括：梅尔叙艾、法韦尔内、弗勒雷莱法韦尔内、普罗旺谢尔、弗拉日、勒瓦勒圣埃卢瓦。
布勒雷莱法韦尔内的时区为UTC+01:00、UTC+02:00（夏令时）。

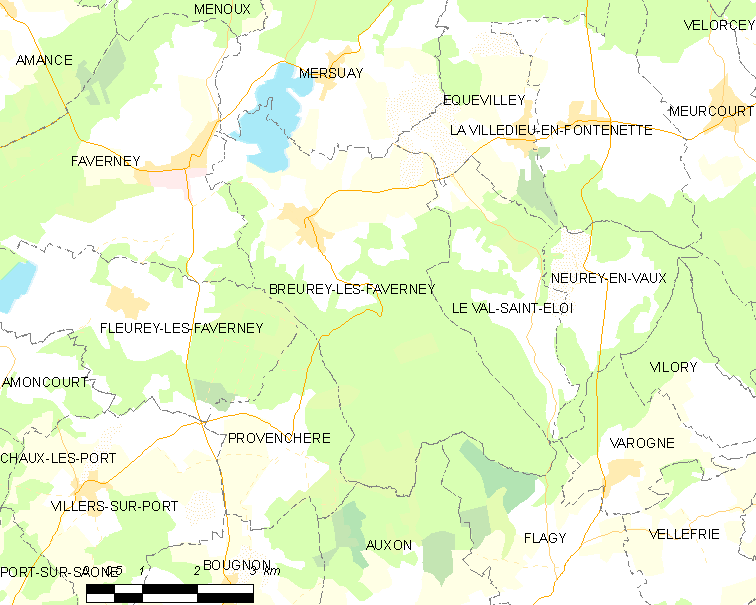
布勒雷莱法韦尔内的OSM定位图

## 行政
布勒雷莱法韦尔内的邮政编码为70160，INSEE市镇编码为70095。

## 政治
布勒雷莱法韦尔内所属的省级选区为索恩港县。

## 人口

1962-2008年间布勒雷莱法韦尔内人口变化图示

布勒雷莱法韦尔内于2022年1月1日时的人口数量为597人。